# ワット・プラタートチェーヘーン
ワット・プラタートチェーヘーンはタイ王国ナーン県にある仏教寺院。

## 歴史
ワラナコーン（現、プワ郡）の王、カーンムアンが1359年に南方に領土を拡大した際、スコータイのルータイ王と接触し、スコータイからダンマパーラ（タンマパーン）長老と仏舎利を持ち帰った。ダンマパーラ長老はプーピエンの頂上に仏舎利を置くことを提案。カーンムアンはそこへ寺院を建設した。これがワット・プラタートチェーヘーンである。その後、この寺院のあったウィエン・プーピエンの街では干ばつが流行した。このことから、この寺院はワット・プラタートチェーヘーン（水の干上がった仏舎利の寺院）と呼ばれるようになった。
なお、この寺院の仏塔、プラタート・チェーヘーンはカーンムアン王の時代から何回も修復を受けている。最後の修復は、1610年のビルマ支配下のシーソーンムアン王の時代である。この時の改修で八角形の土台に鐘を乗せたような形で金が表面に葺いてある現在の形となった。
本堂は仏塔の西に建てられている。1522年の建立で1905年にスリヤポンパリッティデート王の改修があり1985年に文部省芸術局の改修が行われた。

## プラタート・プラチャムピークート
プラタート・チェーヘンはプラタート・プラチャムピークートの一つであり、卯年生まれの人が巡礼に訪れるべき場所とされる。巡礼においては以下の経文を唱えることが推奨される。
ยาปาตุภูตา อะตุลานุภาวาจีรัง ปะติฎฐิตา นันทะกัปปะเกปุเร เทเวนะ คุตตา วะระพุทธะธาตุง จิรัง วันทามิ หันตัง ชินะธาตุโย โสตะถาคะตัง อะหังวันทามิ
ヤーパートゥプーター・アトゥラーヌパーワージーラン・パティッティター・ナンタカッパケープレー・テーウェーナ・クッター・ワラプッタタートゥン・チラン・ワンターミ・ハンタン・チナタートゥヨー・ソータパーカタン・アハンワンターミ